# FBXL4
FBXL4‏ (F-box and leucine rich repeat protein 4) هوَ بروتين يُشَفر بواسطة جين FBXL4 في الإنسان.